# Qualificazioni al campionato europeo femminile di calcio 2022
Le qualificazioni al campionato europeo femminile di calcio del 2022 si sono disputate dal 26 agosto 2019 al 13 aprile 2021. 15 nazionali della zona UEFA su 47 partecipanti vengono ammesse alla fase finale affiancando la nazionale inglese, qualificata di diritto essendo l'Inghilterra la nazione ospitante.
A questa edizione partecipano per la prima volta le nazionali di Cipro (alla sua prima partecipazione a un torneo di calcio femminile per nazionali maggiori) e Kosovo (alla sua prima partecipazione a questo torneo). Inoltre, la nazionale dell'Azerbaigian torna a partecipare alle qualificazioni dopo che mancava dalle qualificazioni all'edizione 2009. Alle qualificazioni non partecipano Andorra, Armenia, Bulgaria, Gibilterra, Liechtenstein, Lussemburgo e San Marino.

## Formato e regolamento
La fase di qualificazione è divisa in due turni, essendo stato eliminato il turno preliminare:
- Gironi di qualificazione: le 47 nazionali sono divise in nove gironi, dei quali due da sei squadre e sette da cinque squadre. Ogni gruppo è giocato con il formato del girone all'italiana. Le nove vincitrici dei gironi e le tre migliori seconde (non contando i risultati contro la sesta classificata di ogni girone) si qualificano direttamente per la fase finale, mentre le sei restanti seconde classificate si giocano la partecipazione alla fase successiva nella fase dei play-off.
- Play-off: le sei nazionali rimaste giocano due partite di andata e ritorno per determinare le ultime tre squadre qualificate.

In caso di parità di punti tra due o più squadre di uno stesso gruppo, le posizioni in classifica verranno determinate prendendo in considerazione, nell'ordine, i seguenti criteri:
1. maggiore numero di punti negli scontri diretti tra le squadre interessate (classifica avulsa);
2. migliore differenza reti negli scontri diretti tra le squadre interessate (classifica avulsa);
3. maggiore numero di reti segnate negli scontri diretti tra le squadre interessate (classifica avulsa);
4. maggiore numero di reti segnate in trasferta negli scontri diretti tra le squadre interessate (classifica avulsa), valido solo per il turno di qualificazione a gironi;
5. se, dopo aver applicato i criteri dall'1 al 4, ci sono squadre ancora in parità di punti, i criteri dall'1 al 4 si riapplicano alle sole squadre in questione. Se continua a persistere la parità, si procede con i criteri dal 6 all'11;
6. migliore differenza reti;
7. maggiore numero di reti segnate;
8. maggiore numero di reti segnate in trasferta;
9. maggiore numero di vittorie nel girone;
10. maggiore numero di vittorie in trasferta nel girone;
11. classifica del fair play;
12. posizione nel ranking UEFA in fase di sorteggio.

Per determinare le tre migliori seconde classificate nel turno di qualificazione a gironi, i risultati ottenuti contro le squadre classificate al sesto posto non vengono considerati e si prendono in considerazione, nell'ordine, i seguenti criteri:
1. maggiore numero di punti;
2. migliore differenza reti;
3. maggiore numero di reti segnate;
4. maggiore numero di reti segnate in trasferta;
5. maggiore numero di vittorie;
6. maggiore numero di vittorie in trasferta;
7. classifica del fair play;
8. posizione nel ranking UEFA in fase di sorteggio.

Nei play-off la squadra che segna più reti nelle due partite si qualifica alla fase finale. Se al termine delle due partite le due squadre sono in parità di reti segnate, si applica la regola dei gol fuori casa. Se la parità persiste, si giocano prima i tempi supplementari. In caso di ulteriore parità al termine dei tempi supplementari si calciano i tiri di rigore.

## Programma
Le partite di qualificazione si giocano in date che rientrano nel FIFA Women's International Match Calendar. Le partite valide per la quinta, sesta e settima giornata, previste rispettivamente per il 6-14 aprile, 1º-9 giugno e 14-22 settembre 2020 sono state rinviate a causa della pandemia di COVID-19 e successivamente riprogrammate nei mesi di settembre, ottobre e dicembre. Analogamente, i play-off sono stati spostati dal 19 e 27 ottobre 2020 al 5 e 13 aprile 2021.
| Turno                            | Sorteggio        | Giornata         | Date                           |
| -------------------------------- | ---------------- | ---------------- | ------------------------------ |
| Turno di qualificazione a gironi | 21 febbraio 2019 | Prima giornata   | 26 agosto - 3 settembre 2019   |
| Turno di qualificazione a gironi | 21 febbraio 2019 | Seconda giornata | 30 settembre - 8 ottobre 2019  |
| Turno di qualificazione a gironi | 21 febbraio 2019 | Terza giornata   | 4-12 novembre 2019             |
| Turno di qualificazione a gironi | 21 febbraio 2019 | Quarta giornata  | 2-11 marzo 2020                |
| Turno di qualificazione a gironi | 21 febbraio 2019 | Quinta giornata  | 14-22 settembre 2020           |
| Turno di qualificazione a gironi | 21 febbraio 2019 | Sesta giornata   | 19-27 ottobre 2020             |
| Turno di qualificazione a gironi | 21 febbraio 2019 | Settima giornata | 23 novembre - 1º dicembre 2020 |
| Play-off                         | 5 marzo 2021     | Andata           | 5 aprile 2021                  |
| Play-off                         | 5 marzo 2021     | Ritorno          | 13 aprile 2021                 |

## Fase a gironi

### Sorteggio
Il sorteggio si è svolto a Nyon il 21 febbraio 2019. Le 47 squadre sono state suddivise in cinque urne sulla base del ranking UEFA. Ogni girone contiene una squadra per ciascuna urna, eccetto i due gironi da sei squadre che contengono due squadre dell'urna E. Il ranking è stato calcolato considerando che:
- i risultati ottenuti nel corso del campionato mondiale femminile di calcio 2015 e delle sue qualificazioni contano per il 20%;
- i risultati ottenuti nel corso del campionato europeo femminile di calcio 2017 e delle sue qualificazioni contano per il 40%;
- i risultati ottenuti nel corso delle qualificazioni al campionato mondiale femminile di calcio 2019 contano per il 40%.

| Urna A | Urna B | Urna C | Urna D | Urna E |
| --- | --- | --- | --- | --- |
| - Francia (40.775) - Germania (40.405) - Paesi Bassi (40.003) - Spagna (39.181) - Svezia (36.608) - Norvegia (36.060) - Svizzera (35.481) - Scozia (35.237) - Italia (34.741) | - Austria (33.503) - Danimarca (32.935) - Islanda (32.012) - Belgio (32.007) - Russia (28.187) - Galles (28.042) - Ucraina (27.260) - Finlandia (25.907) - Rep. Ceca (25.007) | - Portogallo (25.002) - Irlanda (24.617) - Polonia (23.712) - Romania (22.432) - Serbia (19.846) - Slovenia (18.207) - Ungheria (17.601) - Bosnia ed Erzegovina (17.056) - Bielorussia (16.361) | - Turchia (16.142) - Slovacchia (16.046) - Croazia (15.921) - Irlanda del Nord (14.966) - Grecia (14.868) - Israele (12.771) - Kazakistan (12.453) - Albania (10.899) - Moldavia (8.237) | - Fær Øer (7.777) - Malta (7.556) - Macedonia del Nord (7.242) - Estonia (7.225) - Montenegro (7.106) - Georgia (6.500) - Lettonia (5.702) - Lituania (4.973) - Azerbaigian (0) - Cipro (0) - Kosovo (0) |

### Gruppo A
| Pos. | Squadra     | Pt | G  | V  | N | P | GF | GS | DR  |
| ---- | ----------- | -- | -- | -- | - | - | -- | -- | --- |
| 1.   | Paesi Bassi | 30 | 10 | 10 | 0 | 0 | 48 | 3  | +45 |
| 2.   | Russia      | 24 | 10 | 8  | 0 | 2 | 23 | 6  | +17 |
| 3.   | Slovenia    | 18 | 10 | 6  | 0 | 4 | 31 | 12 | +19 |
| 4.   | Kosovo      | 10 | 10 | 3  | 1 | 6 | 6  | 29 | -23 |
| 5.   | Turchia     | 5  | 10 | 1  | 2 | 7 | 9  | 27 | -19 |
| 6.   | Estonia     | 1  | 10 | 0  | 1 | 9 | 1  | 40 | -39 |

|             | Estonia (bandiera) | Kosovo (bandiera) | Paesi Bassi (bandiera) | Russia (bandiera) | Slovenia (bandiera) | Turchia (bandiera) |
| ----------- | ------------------ | ----------------- | ---------------------- | ----------------- | ------------------- | ------------------ |
| Estonia     |                    | 1 - 2             | 0 - 7                  | 0 - 3             | 0 - 9               | 0 - 4              |
| Kosovo      | 2 - 0              |                   | 0 - 6                  | 0 - 5             | 0 - 3               | 2 - 0              |
| Paesi Bassi | 7 - 0              | 6 - 0             |                        | 2 - 0             | 4 - 1               | 3 - 0              |
| Russia      | 4 - 0              | 3 - 0             | 0 - 1                  |                   | 1 - 0               | 4 - 2              |
| Slovenia    | 2 - 0              | 5 - 0             | 2 - 4                  | 0 - 1             |                     | 3 - 1              |
| Turchia     | 0 - 0              | 0 - 0             | 0 - 8                  | 1 - 2             | 1 - 6               |                    |

### Gruppo B
| Pos. | Squadra              | Pt | G  | V | N | P  | GF | GS | DR  |
| ---- | -------------------- | -- | -- | - | - | -- | -- | -- | --- |
| 1.   | Danimarca            | 28 | 10 | 9 | 1 | 0  | 48 | 1  | +47 |
| 2.   | Italia               | 25 | 10 | 8 | 1 | 1  | 37 | 5  | +32 |
| 3.   | Bosnia ed Erzegovina | 18 | 10 | 6 | 0 | 4  | 19 | 17 | +2  |
| 4.   | Malta                | 10 | 10 | 3 | 1 | 6  | 11 | 30 | -19 |
| 5.   | Israele              | 7  | 10 | 2 | 1 | 6  | 10 | 30 | -20 |
| 6.   | Georgia              | 0  | 10 | 0 | 0 | 10 | 3  | 45 | -42 |

|                      | Bosnia ed Erzegovina (bandiera) | Danimarca (bandiera) | Georgia (bandiera) | Israele (bandiera) | Italia (bandiera) | Malta (bandiera) |
| -------------------- | ------------------------------- | -------------------- | ------------------ | ------------------ | ----------------- | ---------------- |
| Bosnia ed Erzegovina |                                 | 0 - 4                | 7 - 1              | 1 - 0              | 0 - 5             | 2 - 0            |
| Danimarca            | 2 - 0                           |                      | 14 - 0             | 4 - 0              | 0 - 0             | 8 - 0            |
| Georgia              | 0 - 3                           | 0 - 2                |                    | 1 - 2              | 0 - 1             | 0 - 4            |
| Israele              | 1 - 3                           | 0 - 3                | 4 - 0              |                    | 2 - 3             | 0 - 2            |
| Italia               | 2 - 0                           | 1 - 3                | 6 - 0              | 12 - 0             |                   | 5 - 0            |
| Malta                | 2 - 3                           | 0 - 8                | 2 - 1              | 1 - 1              | 0 - 2             |                  |

### Gruppo C
| Pos. | Squadra          | Pt | G | V | N | P | GF | GS | DR  |
| ---- | ---------------- | -- | - | - | - | - | -- | -- | --- |
| 1.   | Norvegia         | 18 | 6 | 6 | 0 | 0 | 34 | 1  | +33 |
| 2.   | Irlanda del Nord | 14 | 8 | 4 | 2 | 2 | 17 | 17 | 0   |
| 3.   | Galles           | 14 | 8 | 4 | 2 | 2 | 16 | 4  | +12 |
| 4.   | Bielorussia      | 6  | 7 | 2 | 0 | 5 | 11 | 15 | -4  |
| 5.   | Fær Øer          | 0  | 7 | 0 | 0 | 7 | 1  | 42 | -41 |

|                  | Bielorussia (bandiera) | Fær Øer (bandiera) | Galles (bandiera) | Irlanda del Nord (bandiera) | Norvegia (bandiera) |
| ---------------- | ---------------------- | ------------------ | ----------------- | --------------------------- | ------------------- |
| Bielorussia      |                        | 6 - 0              | 0 - 1             | 0 - 1                       | 1 - 7               |
| Fær Øer          | 0 - 2                  |                    | 0 - 6             | 0 - 6                       | 0 - 13              |
| Galles           | 3 - 0                  | 4 - 0              |                   | 2 - 2                       | 0 - 1               |
| Irlanda del Nord | 3 - 2                  | 5 - 1              | 0 - 0             |                             | 0 - 6               |
| Norvegia         | canc.                  | canc.              | 1 - 0             | 6 - 0                       |                     |

### Gruppo D
| Pos. | Squadra     | Pt | G | V | N | P | GF | GS | DR  |
| ---- | ----------- | -- | - | - | - | - | -- | -- | --- |
| 1.   | Spagna      | 22 | 8 | 7 | 1 | 0 | 48 | 1  | +47 |
| 2.   | Rep. Ceca   | 16 | 8 | 5 | 1 | 2 | 24 | 9  | +15 |
| 3.   | Polonia     | 14 | 8 | 4 | 2 | 2 | 16 | 5  | +11 |
| 4.   | Moldavia    | 3  | 8 | 1 | 0 | 7 | 3  | 43 | -40 |
| 5.   | Azerbaigian | 3  | 8 | 1 | 0 | 7 | 2  | 35 | -33 |

|             | Azerbaigian (bandiera) | Moldavia (bandiera) | Polonia (bandiera) | Rep. Ceca (bandiera) | Spagna (bandiera) |
| ----------- | ---------------------- | ------------------- | ------------------ | -------------------- | ----------------- |
| Azerbaigian |                        | 1 - 0               | 0 - 5              | 0 - 4                | 0 - 13            |
| Moldavia    | 3 - 1                  |                     | 0 - 3              | 0 - 7                | 0 - 9             |
| Polonia     | 3 - 0                  | 5 - 0               |                    | 0 - 2                | 0 - 0             |
| Rep. Ceca   | 3 - 0                  | 7 - 0               | 0 - 0              |                      | 1 - 5             |
| Spagna      | 4 - 0                  | 10 - 0              | 3 - 0              | 4 - 0                |                   |

### Gruppo E
| Pos. | Squadra    | Pt | G | V | N | P | GF | GS | DR  |
| ---- | ---------- | -- | - | - | - | - | -- | -- | --- |
| 1.   | Finlandia  | 22 | 8 | 7 | 1 | 0 | 24 | 2  | +22 |
| 2.   | Portogallo | 19 | 8 | 6 | 1 | 1 | 10 | 2  | +8  |
| 3.   | Scozia     | 12 | 8 | 4 | 0 | 4 | 26 | 5  | +21 |
| 4.   | Albania    | 6  | 8 | 2 | 0 | 6 | 7  | 21 | -14 |
| 5.   | Cipro      | 0  | 8 | 0 | 0 | 8 | 0  | 37 | -37 |

|            | Albania (bandiera) | Cipro (bandiera) | Finlandia (bandiera) | Portogallo (bandiera) | Scozia (bandiera) |
| ---------- | ------------------ | ---------------- | -------------------- | --------------------- | ----------------- |
| Albania    |                    | 4 - 0            | 0 - 3                | 0 - 1                 | 0 - 5             |
| Cipro      | 0 - 2              |                  | 0 - 5                | 0 - 3                 | 0 - 10            |
| Finlandia  | 8 - 1              | 4 - 0            |                      | 1 - 0                 | 1 - 0             |
| Portogallo | 1 - 0              | 1 - 0            | 1 - 1                |                       | 1 - 0             |
| Scozia     | 3 - 0              | 8 - 0            | 0 - 1                | 0 - 2                 |                   |

### Gruppo F
| Pos. | Squadra    | Pt | G | V | N | P | GF | GS | DR  |
| ---- | ---------- | -- | - | - | - | - | -- | -- | --- |
| 1.   | Svezia     | 22 | 8 | 7 | 1 | 0 | 40 | 2  | +38 |
| 2.   | Islanda    | 19 | 8 | 6 | 1 | 1 | 25 | 5  | +20 |
| 3.   | Slovacchia | 10 | 8 | 3 | 1 | 4 | 7  | 19 | -12 |
| 4.   | Ungheria   | 7  | 8 | 2 | 1 | 5 | 11 | 20 | -9  |
| 5.   | Lettonia   | 0  | 8 | 0 | 0 | 8 | 2  | 39 | -37 |

|            | Islanda (bandiera) | Lettonia (bandiera) | Slovacchia (bandiera) | Svezia (bandiera) | Ungheria (bandiera) |
| ---------- | ------------------ | ------------------- | --------------------- | ----------------- | ------------------- |
| Islanda    |                    | 9 - 0               | 1 - 0                 | 1 - 1             | 4 - 1               |
| Lettonia   | 0 - 6              |                     | 1 - 2                 | 1 - 4             | 0 - 5               |
| Slovacchia | 1 - 3              | 2 - 0               |                       | 0 - 6             | 0 - 0               |
| Svezia     | 2 - 0              | 7 - 0               | 7 - 0                 |                   | 8 - 0               |
| Ungheria   | 0 - 1              | 4 - 0               | 1 - 2                 | 0 - 5             |                     |

### Gruppo G
| Pos. | Squadra            | Pt | G | V | N | P | GF | GS | DR  |
| ---- | ------------------ | -- | - | - | - | - | -- | -- | --- |
| 1.   | Francia            | 22 | 8 | 7 | 1 | 0 | 44 | 0  | +44 |
| 2.   | Austria            | 19 | 8 | 6 | 1 | 1 | 22 | 3  | +19 |
| 3.   | Serbia             | 12 | 8 | 4 | 0 | 4 | 21 | 12 | +9  |
| 4.   | Macedonia del Nord | 6  | 8 | 2 | 0 | 6 | 8  | 39 | -31 |
| 5.   | Kazakistan         | 0  | 8 | 0 | 0 | 8 | 2  | 43 | -41 |

|                    | Austria (bandiera) | Francia (bandiera) | Kazakistan (bandiera) | Macedonia del Nord (bandiera) | Serbia (bandiera) |
| ------------------ | ------------------ | ------------------ | --------------------- | ----------------------------- | ----------------- |
| Austria            |                    | 0 - 0              | 9 - 0                 | 3 - 0                         | 1 - 0             |
| Francia            | 3 - 0              |                    | 12 - 0                | 11 - 0                        | 6 - 0             |
| Kazakistan         | 0 - 5              | 0 - 3              |                       | 0 - 3                         | 0 - 3             |
| Macedonia del Nord | 0 - 3              | 0 - 7              | 4 - 1                 |                               | 0 - 6             |
| Serbia             | 0 - 1              | 0 - 2              | 4 - 1                 | 8 - 1                         |                   |

### Gruppo H
| Pos. | Squadra  | Pt | G | V | N | P | GF | GS | DR  |
| ---- | -------- | -- | - | - | - | - | -- | -- | --- |
| 1.   | Belgio   | 21 | 8 | 7 | 0 | 1 | 37 | 5  | +32 |
| 2.   | Svizzera | 19 | 8 | 6 | 1 | 1 | 20 | 6  | +14 |
| 3.   | Romania  | 12 | 8 | 4 | 0 | 4 | 13 | 16 | -3  |
| 4.   | Croazia  | 7  | 8 | 2 | 1 | 5 | 7  | 19 | -12 |
| 5.   | Lituania | 0  | 8 | 0 | 0 | 8 | 1  | 32 | -31 |

|          | Belgio (bandiera) | Croazia (bandiera) | Lituania (bandiera) | Romania (bandiera) | Svizzera (bandiera) |
| -------- | ----------------- | ------------------ | ------------------- | ------------------ | ------------------- |
| Belgio   |                   | 6 - 1              | 6 - 0               | 6 - 1              | 4 - 0               |
| Croazia  | 1 - 4             |                    | 1 - 0               | 0 - 1              | 1 - 1               |
| Lituania | 0 - 9             | 1 - 2              |                     | 0 - 4              | 0 - 3               |
| Romania  | 0 - 1             | 4 - 1              | 3 - 0               |                    | 0 - 2               |
| Svizzera | 2 - 1             | 2 - 0              | 4 - 0               | 6 - 0              |                     |

### Gruppo I
| Pos. | Squadra    | Pt | G | V | N | P | GF | GS | DR  |
| ---- | ---------- | -- | - | - | - | - | -- | -- | --- |
| 1.   | Germania   | 24 | 8 | 8 | 0 | 0 | 46 | 1  | +45 |
| 2.   | Ucraina    | 15 | 8 | 5 | 0 | 3 | 16 | 21 | -5  |
| 3.   | Irlanda    | 13 | 8 | 4 | 1 | 3 | 11 | 10 | +1  |
| 4.   | Grecia     | 7  | 8 | 2 | 1 | 5 | 6  | 21 | -15 |
| 5.   | Montenegro | 0  | 8 | 0 | 0 | 8 | 2  | 28 | -26 |

|            | Germania (bandiera) | Grecia (bandiera) | Irlanda (bandiera) | Montenegro (bandiera) | Ucraina (bandiera) |
| ---------- | ------------------- | ----------------- | ------------------ | --------------------- | ------------------ |
| Germania   |                     | 6 - 0             | 3 - 0              | 10 - 0                | 8 - 0              |
| Grecia     | 0 - 5               |                   | 1 - 1              | 1 - 0                 | 0 - 4              |
| Irlanda    | 1 - 3               | 1 - 0             |                    | 2 - 0                 | 3 - 2              |
| Montenegro | 0 - 3               | 0 - 4             | 0 - 3              |                       | 1 - 3              |
| Ucraina    | 0 - 8               | 4 - 0             | 1 - 0              | 2 - 1                 |                    |

### Raffronto tra le seconde classificate
Ai fini di determinare le migliori tre seconde classificate non si tiene conto delle partite disputate contro la sesta del girone. Le restanti seconde classificate disputano un match di spareggio per accedere alla fase finale.
| Gr | Squadra          | Pt | G | V | N | P | GF | GS | DR  |
| -- | ---------------- | -- | - | - | - | - | -- | -- | --- |
| B  | Italia           | 19 | 8 | 6 | 1 | 1 | 30 | 5  | +25 |
| F  | Islanda          | 19 | 8 | 6 | 1 | 1 | 25 | 5  | +20 |
| G  | Austria          | 19 | 8 | 6 | 1 | 1 | 22 | 3  | +19 |
| H  | Svizzera         | 19 | 8 | 6 | 1 | 1 | 20 | 6  | +14 |
| E  | Portogallo       | 19 | 8 | 6 | 1 | 1 | 10 | 2  | +8  |
| A  | Russia           | 18 | 8 | 6 | 0 | 2 | 16 | 6  | +10 |
| D  | Rep. Ceca        | 16 | 8 | 5 | 1 | 2 | 24 | 9  | +15 |
| I  | Ucraina          | 15 | 8 | 5 | 0 | 3 | 16 | 21 | -5  |
| C  | Irlanda del Nord | 14 | 8 | 4 | 2 | 2 | 17 | 17 | 0   |

## Play-off
Il sorteggio per l'accoppiamento delle partite valide per i play-off è stato fatto il 5 marzo 2021. Le partite di andata si sono giocate il 9 aprile 2021, quelle di ritorno il 13 aprile.
| Squadra 1  | Totale          | Squadra 2        | Andata | Ritorno     |
| ---------- | --------------- | ---------------- | ------ | ----------- |
| Ucraina    | 1 - 4           | Irlanda del Nord | 1 - 2  | 0 - 2       |
| Portogallo | 0 - 1           | Russia           | 0 - 1  | 0 - 0       |
| Rep. Ceca  | 2 - 2 (2-3 dtr) | Svizzera         | 1 - 1  | 1 - 1 (dts) |